# Classe Scorpène
A Classe Scorpène identifica uma classe de submarinos de ataque desenvolvidos e fabricados na França pela empresa Naval Group (anteriormente DCNS), em cooperação com a espanhola Navantia, mas sendo a primeira a autora do projeto. 
Possui propulsão diesel-elétrica e alguns modelos contam também com propulsão independente do ar (AIP). Destinada à exportação, foi adquirida por Chile, Malásia, Índia e Brasil, nos dois últimos com transferência de tecnologia. No Brasil serviu de modelo para a fabricação de uma embarcação derivada, denominada Classe Riachuelo.

## Descrição
A família Scorpène 2000 é composta por quatro derivações:
- CA-2000, "Compacto" – adequado para águas costeiras, é particularmente discreto graças à utilização do sistema de propulsão independente de ar (AIP) chamado MESMA, como principal modo de propulsão. Comprimento de 59,4 metros.
- CM-2000, "Básico" – submarino multimissão com comprimento de 61,7 metros e propulsão convencional diesel-elétrica, porém sem AIP.
- AM-2000 – um submarino equipado com AIP MESMA e comprimento de 70 metros.
- S-BR – submarino multimissão derivado do CM-2000, sem AIP, mas com comprimento ampliado para 71,62 metros a fim de acomodar mais baterias. Encomendado pelo Brasil (Classe Riachuelo).

Eles são compostos por casco de aço 80 HLES, sistema de combate francês integrado e sistema de controle de plataforma centralizado totalmente automatizado, que permite uma redução no número de tripulantes, mantendo um alto nível de segurança no mergulho.

### Propulsão Independente de Ar
O sistema francês Module d'Energie Sous-Marine Autonome (MESMA), que pode ser traduzido como "Módulo de Energia Submarina Autônomo", é oferecido pelo estaleiro francês Naval Group para os submarinos da classe Scorpène. É essencialmente uma versão modificada do seu sistema de propulsão nuclear, mas com calor gerado por etanol e oxigênio. A combustão do etanol e do oxigênio armazenado, a uma pressão de 60 atm (6,1 MPa), gera vapor que alimenta uma usina elétrica com turbina convencional. Esta queima sob pressão permite que o dióxido de carbono da exaustão seja expelido no mar, em qualquer profundidade, sem um compressor de exaustão.
Cada sistema MESMA custa cerca de 50 a 60 milhões de dólares. A sua instalação nos Scorpènes requer a adição de uma nova seção de casco de 8,3 metros e 305 toneladas, e permite que um submarino opere por mais de 21 dias debaixo d'água, dependendo da velocidade.
O Naval Group também está desenvolvendo módulos AIP de células de combustível de hidrogênio de segunda geração para futuros modelos Scorpène.

## Operadores
- Chile - Marinha do Chile
- Índia - Marinha da Índia
- Malásia - Marinha Real da Malásia
- Brasil - Marinha do Brasil, fabricado em parceria com a Marinha do Brasil, derivando a Classe Riachuelo. O primeiro submarino foi lançado em dezembro de 2018.[8]

## Submarinos

Imagem gráfica do submarino Scorpène.

| Numeral | Nome                     | País    | Base naval              |  |
| ------- | ------------------------ | ------- | ----------------------- |  |
| SS-23   | General O'Higgins        | Chile   | Talcahuano              |  |
| SS-22   | General Carrera          | Chile   | Talcahuano              |  |
|         | KD Tunku Abdul Rahman    | Malásia | Sepanggar               |  |
|         | KD Tun Razak             | Malásia | Sepanggar               |  |
| S21     | INS Kalvari              | Índia   | Visakhapatnam / Bombaim |  |
| S22     | INS Khanderi             | Índia   | Visakhapatnam / Bombaim |  |
| S23     | INS Karanj               | Índia   | Visakhapatnam / Bombaim |  |
| S24     | INS Vela                 | Índia   | Visakhapatnam / Bombaim |  |
| S25     | INS Vagir                | Índia   | Visakhapatnam / Bombaim |  |
| S26     | INS Vagsheer             | Índia   | Visakhapatnam / Bombaim |  |
| S40     | S Riachuelo (S-40)       | Brasil  | Itaguaí                 |  |
| S41     | S Humaitá (S-41)         | Brasil  | Itaguaí                 |  |
| S42     | S Tonelero (S-42)        | Brasil  | Itaguaí                 |  |
| S43     | S Almirante Karam (S-43) | Brasil  | Itaguaí                 |  |